# Звингл (Ајова)
Звингл (енгл. Zwingle) град је у америчкој савезној држави Ајова. По попису становништва из 2010. у њему је живело 91 становника.

## Демографија
Према попису становништва из 2010. у граду је живело 91 становника, што је 9 (9%) становника мање него 2000. године.
| Група             | 2000.      | 2010.       |
| Белци             | 98 (98,0%) | 91 (100.0%) |
| Азијати           | 1 (1,0%)   | 0 (0,0%)    |
| Хиспаноамериканци | 1 (1,0%)   | 0 (0,0%)    |
| Укупно            | 100        | 91          |